# Птолемей III
Птолемей III Евергет (на гръцки: Πτολεμαῖος Εὐεργέτης „Благодетел“) е най-възрастния син на Птолемей II Филаделф и третият владетел на Египет от династията на Птолемеите. Управлява от 246 пр.н.е. до 222 пр.н.е.
Птолемей III е син на Птолемей II от Арсиноя I, дъщеря на диадоха Лизимах. Майка му е уличена в заговор срещу баща му, който се развежда и се жени за сестра си Арсиноя II. Птолемей III е женен за Береника II, дъщеря на Антиох I Сотер, от която се раждат Арсиноя III и Птолемей IV.
Той е един от най-могъщите владетели от Династията на Птолемеите, като по време на неговото управление Птолемеев Египет достига върха на могъществото си: разширява териториите си, контролира основни търговски пътища, вкл. и морската търговия с Индия, а столицата Александрия продължава да е един от основните културни и търговски центрове на елинизма.
Малко след възкачването на Птолемей III сестра му Береника, женена за сирийския цар Антиох II Теос, е убита в резултат на интриги в селевкидския двор. Птолемей ІІІ отмъщава като нахлува в Сирия и Финикия и води т.нар. Трета сирийска война от 246 пр.н.е. до 241 пр.н.е., в която завладява Антиохия и достига дори до Вавилон.
Егейските владения на Птолемеите нападнати от македонския цар Антигон II Гонат, а в самия Египет започват местни бунтове. Въпреки блестящите си успехи в Предна Азия, Птолемей ІІІ скоро прекъсва войната, изоставя повечето завоевания на изток и се връща в Египет, където останалата част от управлението му преминава в мир. Умира през 222 пр.н.е. и е наследен от сина си Птолемей IV.